# Windows Insider
El Programa Windows Insider per Microsoft permet als usuaris que posseeixen una llicència vàlida de Windows 10, Windows 11 o Windows Server, inscriure's en les compilacions prèvies del sistema operatiu només accessibles per a desenvolupadors. Es va anunciar el 30 de setembre de 2014 juntament amb Windows 10. Per al setembre de l'any 2015 més de 7 milions de persones van participar en el Programa Windows Insider. El 12 de febrer de 2015, Microsoft va començar a provar les vistes prèvies de Windows 10 Mobile. Microsoft va anunciar que el programa Windows Insider continuaria més enllà de la versió oficial del Windows 10 per a futures actualitzacions.
Gabriel Aul i Dona Sarkar van ser caps al programa Windows Insider, on l'actual cap del programa és Amanda Langowski. Similar al programa Windows Insider, Microsoft Office, Microsoft Edge, Skype, Bing, Xbox i Visual Studio Code han creat els seus propis programes Insider.

## Història
Microsoft va llançar originalment el programa Windows Insider per als emprovadors de l'empresa i els "tècnicament capaços" per provar noves característiques en desenvolupament i per recopilar informació per millorar les característiques integrades en Windows 10, i per al moment del llançament oficial del sistema operatiu Windows 10 per a PC amb un total de 5 milions de Windows Insiders que es van registrar tant en Windows 10 i Windows 10 Mobile i aquests Insiders també es trobaven entre els primers a rebre l'actualització oficial a Windows 10.
Amb el llançament de Windows 10, l'aplicació de Windows Insider es va fusionar amb el panell de configuració pel que és construït en un component de Windows 10, això va fer que la possibilitat d'instal·lar les compilacions Windows Insider Preview sigues una funció opcional que es pugui accedir directament des de dins del sistema operatiu de Windows 10 sense necessitat d'instal·lar una aplicació separada.

## Canals
Les actualitzacions de Windows 10 Insider Preview es lliuren a provadors de diferents canals, anteriorment anells, o categories lògiques: Els usuaris d'aquest programa poden rebre actualitzacions a l'Anell Ràpid més prèvies que els de l'Anell Lent però poden experimentar més errors i problemes. Al febrer de 2016, Microsoft va introduir nous anells per al programa.
El 5 de novembre de 2019, Microsoft ha abandonat completament l'Anell Saltar endavant del programa Windows Insider, afirmant que "El nostre objectiu és proporcionar a tots els que puguin obtenir les millors novetats alhora".
A partir del 15 de juny de 2020, Microsoft va introduir el model de canals al seu programa Windows Insider, aconseguint el seu model anells.
| Canal                          | Disponibilitat   | Descripció |
| ------------------------------ | ---------------- | --- |
| Canary                         | Intern           | Comença internament amb les compilacions Canary diàries, amb l'objectiu d'una compilació al dia. Si es construeix una compilació i passa la prova inicial de les portes, passa al canal Canary, però Canary no és per als dèbils del cor. Els enginyers de Microsoft que ofereixen aquest component són els autèntics que assumeixen el risc.                                                                                                 |
| Selfhost                       | Intern           | A continuació, es trasllada al canal SelfHost, molt estret entre els usuaris interns de Microsoft i alguns socis seleccionats dins de l'organització més àmplia de Microsoft. |
| Saltar endavant (discontinuat) | Extern (limitat) | Aquesta va ser una versió única del canal de desenvolupament, anteriorment conegut com a Anell ràpid que va permetre a un nombre determinat d'Insiders que van optar per rebre compilacions molt primerenques per a la propera actualització de funcions de Windows 10 mentre finalitzen una versió actual. Aquest canal ha estat discontinuat a la versió Insider Preview 19018.                                                             |
| Desenvolupament                | Extern           | Si la compilació supera tots els punts de control de Selfhost, és quan els Insiders del canal de desenvolupament, anteriorment conegut com Anell ràpid, veuran la compilació per primera vegada. La cadència normal al canal de desenvolupament és aproximadament un cop a la setmana, tot i que s'alliberen aproximadament dues vegades per setmana cap al final d'un cicle de desenvolupament.                                              |
| Microsoft                      | Intern           | Després d'això, s'impulsa a la resta de Microsoft, aquest és un gran problema a l'interior, ja que són entre 7.000 i 10.000 empleats a Microsoft o fins i tot utilitzant aquesta configuració per al seu dia a dia. |
| Beta                           | Extern           | Passa per sobre del canal de desenvolupament i funciona bé al canal Microsoft, passarà al canal beta, anteriorment conegut com Anell lent. Aquest és un canal per a aquells que els agrada rebre acumulacions en una versió prèvia, però que són més envers als riscos. És una gran oportunitat per provar noves funcions i funcionalitats abans d'hora, però amb una mica més d'estabilitat que el que es troba al canal de desenvolupament. |
| Vista previa de versió         | Extern           | Finalment, està el canal de Vista prèvia de versió. Aquesta és una branca que rep actualitzacions mensuals, correccions de seguretat, correccions d'errors, coses així, i que es publiquen als clients. Aquestes compilacions són molt estables i tenen molt, molt pocs errors. |

## Llista de dispositius de telèfons intel·ligents compatibles
Microsoft inicialment va llançar Windows 10 Insider Preview (formalment anomenat com a Windows 10 Technical Preview) certesa de tercera generació de telèfons (sèrie x30) de la seva família Lumia i posteriorment posat en llibertat a la segona generació de dispositius (sèrie x20) al llarg de la fase de prova. Després de molts Windows Insiders van tallar els seus telèfons no Lumia (que no hagin estat admès en el moment) per alteració quin model es va mostrar per tal de descarregar la vista prèvia es basa, Microsoft va respondre mitjançant el bloqueig de tots els models no suportats. Per revertir la vista prèvia tècnica instal·lada de nou a Windows Phone 8.1 Microsoft va posar en marxa el Windows Device Recovery Tool que va a treure Windows 10 i recuperar l'última versió del programari i el firmware llançat oficialment.
En la compilació de vista prèvia 10080, publicada el 14 de maig de 2015, va ser el primer a donar suport a un dispositiu no Lumia, el HTC One M8 for Windows. Això va ser seguit per Xiaomi que, en col·laboració amb Microsoft, llançannt un port de la ROM de Windows 10 al seu vaixell almirall Mi 4 l'1 de juny del 2015. En aquest moment es limitava a certs usuaris registrats a la Xina. La compilació 10080 i la següent, la compilació 10166, també dona suport afegit per als dispositius de quarta generació (sèrie Lumia x40); com a resultat, tots els telèfons Lumia amb Windows Phone 8 o posterior ara són compatibles amb la vista prèvia.
L'agost de 2015, Microsoft va indicar que, si bé tots els dispositius Windows Phone, inclosos els dels nous socis de maquinari de Microsoft van anunciar l'any anterior, rebrà la versió final de Windows 10 Mobile, no tots rebrien les compilacions de Vista Prèvia a través del programa Windows Insider. No obstant això, l'empresa no va proporcionar cap informació en el moment de si els nous dispositius s'afegiran al programa de vista prèvia, un senyal que Windows 10 Mobile estava més o menys finalitzat. Microsoft en el seu lloc es va centrar en la promoció de nous dispositius que venen amb Windows Mobile 10, incloent els seus vaixells insígnia Lumia 950 i Lumia 950 XL, i el de baix cost Lumia 550 i Lumia 650. Des del seu alliberament, aquests nous dispositius de Windows 10 es va convertir en els elegits per rebre actualitzacions futures amb antelació a través del programa Windows Insider, a partir de l'acumulació 10586 el 4 de desembre. El LG Lancet basat en Windows també va rebre aquesta versió, però no s'ha actualitzat des de llavors.
El 19 de febrer de 2016, Microsoft va llançar la primera vista prèvia de Windows 10 Mobile "Redstone", amb la compilació 14267. A partir d'aquesta versió, les futures versions de vista prèvia es van fer exclusivament per a dispositius que no estan executant una vista prèvia de Insider del sistema operatiu, a excepció de la versió de la ROM del Mi4. Això va ser seguit per la compilació 14291, llançat per als dispositius amb Windows 10 existents el 17 març 2016 juntament amb el llançament oficial RTM de Windows 10 Mobile als Lumias de tercera i quarta generació. La setmana següent, es va posar a disposició dels Lumias de més recentment actualitzats, a més d'altres dispositius que ja estan a Windows 10 Mobile en el moment.
| Fabricant                     | Dispositiu                                     | Threshold                     | Redstone 1                        |
| Dispositius amb Windows Phone | Dispositius amb Windows Phone                  | Dispositius amb Windows Phone | Dispositius amb Windows Phone     |
| ----------------------------- | ---------------------------------------------- | ----------------------------- | --------------------------------- |
| Alcatel                       | Fierce XL                                      | No                            | 14393                             |
| BLU                           | Win HD W510U                                   | No                            | 14393                             |
| BLU                           | Win HD LTE X150Q                               | No                            | 14393                             |
| HTC                           | One M8                                         | 10080                         | No                                |
| LG                            | Lancet                                         | 10586                         | No                                |
| MCJ                           | Madosma Q501                                   | No                            | 14393                             |
| Microsoft                     | Serie Lumia 430 Incloent el 430 and 435        | 10051                         | 14393                             |
| Microsoft                     | Serie Lumia 520 Incloent 520, 521, 525 and 526 | 10051                         | No                                |
| Microsoft                     | Lumia 530                                      | 10051                         | No                                |
| Microsoft                     | Lumia 532                                      | 10051                         | 14393                             |
| Microsoft                     | Lumia 535                                      | 10051                         | 14393                             |
| Microsoft                     | Lumia 540                                      | 10080                         | 14393                             |
| Microsoft                     | Lumia 550                                      | 10586                         | 14393                             |
| Microsoft                     | Lumia 620                                      | 10051                         | No                                |
| Microsoft                     | Lumia 625                                      | 10051                         | No                                |
| Microsoft                     | Serie Lumia 630 Incloent 630, 635, 636 i 638   | 9941                          | 14393 Excepte la versió de 512 MB |
| Microsoft                     | Lumia 640                                      | 10586                         | 14393                             |
| Microsoft                     | Lumia 640 XL                                   | 10080                         | 14393                             |
| Microsoft                     | Lumia 650                                      | 10586                         | 14393                             |
| Microsoft                     | Lumia 720                                      | 10051                         | No                                |
| Microsoft                     | Lumia 730                                      | 9941                          | 14393                             |
| Microsoft                     | Lumia 735                                      | 10051                         | 14393                             |
| Microsoft                     | Lumia 810                                      | 10051                         | No                                |
| Microsoft                     | Lumia 820                                      | 10051                         | No                                |
| Microsoft                     | Lumia 822                                      | 10051                         | No                                |
| Microsoft                     | Lumia 830                                      | 9941                          | 14393                             |
| Microsoft                     | Lumia 920                                      | 10051                         | No                                |
| Microsoft                     | Lumia 925                                      | 10051                         | No                                |
| Microsoft                     | Lumia 928                                      | 10051                         | No                                |
| Microsoft                     | Lumia Icon                                     | 10051                         | 14332                             |
| Microsoft                     | Lumia 930                                      | 10080                         | 14393                             |
| Microsoft                     | Lumia 950                                      | 10586                         | 14393                             |
| Microsoft                     | Lumia 950 XL                                   | 10586                         | 14393                             |
| Microsoft                     | Lumia 1020                                     | 10051                         | No                                |
| Microsoft                     | Lumia 1320                                     | 10051                         | No                                |
| Microsoft                     | Lumia 1520                                     | 10051                         | 14393                             |
| ROMs per a dispositius MIUI   |                                                |                               |                                   |
| Xiaomi                        | Mi4                                            | 10080                         | 14393                             |